# Taeko Tomioka
Taeko Tomioka (富岡 多恵子, Tomioka Taeko), née le 28 juillet 1935 à Osaka (préfecture d'Osaka) et morte le 6 avril 2023, est une poétesse, écrivaine et critique littéraire et scénariste japonaise. 

## Biographie
Taeko Tomioka étudie l'anglais à Osaka et publie son premier recueil de poèmes en 1958. Après une brève période comme professeur d'anglais, elle s'installe à Tokyo, où elle reçoit le prix Muro Saisei de poésie pour son deuxième recueil de poèmes. Elle vit pendant dix mois à New York et voyage dans plusieurs pays d'Asie. 
En plus de la poésie et des recueils d'essais, elle publie des romans, des nouvelles et des biographies et écrit également des pièces qui sont représentées au Japon. Elle écrit six scénarios pour le réalisateur Masahiro Shinoda, dont celui du film Yari no gonza (近松門左衛門鑓の権三).
Taeko Tomioka est lauréate en 1974 du prix Toshiko Tamura pour le roman Shokubutsusai et du prix de littérature féminine pour Meido no kazoku. En 1977 elle reçoit le prix Kawabata pour sa nouvelle Tachikiri, ainsi que le prix Noma en 1997 pour Hiberuni ato kiko. 
Tomioka Taeko est mariée depuis 1969 avec l'artiste Kishio Suga.
Un seul de ses textes a été traduit en français (Un ciel lointain, dans Le Désir - Anthologie de nouvelles japonaises contemporaines, nouvelle traduite par Pascale Simon, Éditions du Rocher, 2007).

## Filmographie partielle
- 1969 : Double suicide à Amijima (心中天網島, Shinjū: Ten no amijima?) de Masahiro Shinoda
- 1974 : Himiko (卑弥呼?) de Masahiro Shinoda
- 1986 : Gonza le lancier (鑓の権三, Yari no Gonza?) de Masahiro Shinoda